# Хронологија радничког покрета и КПЈ април 1941.
Хронолошки преглед важнијих догађаја везаних за Раднички покрет Југославије и Комунистичку партију Југославије (КПЈ), као и општа политичка дешавања која су се догодила у Краљевини Југославији у току априла месеца 1941. године.
| ← март | ← март | ← март | ← март | ← март | ← март | ← март | ← март | ← март | Хронологија радничког покрета и КПЈ у 1941. години | Хронологија радничког покрета и КПЈ у 1941. години | Хронологија радничког покрета и КПЈ у 1941. години | Хронологија радничког покрета и КПЈ у 1941. години | Хронологија радничког покрета и КПЈ у 1941. години | Хронологија радничког покрета и КПЈ у 1941. години | Хронологија радничког покрета и КПЈ у 1941. години | Хронологија радничког покрета и КПЈ у 1941. години | Хронологија радничког покрета и КПЈ у 1941. години | Хронологија радничког покрета и КПЈ у 1941. години | Хронологија радничког покрета и КПЈ у 1941. години | Хронологија радничког покрета и КПЈ у 1941. години | Хронологија радничког покрета и КПЈ у 1941. години | Хронологија радничког покрета и КПЈ у 1941. години | мај → | мај → | мај → | мај → | мај → | мај → | мај → |
| 1      | 2      | 3      | 4      | 5      | 6      | 7      | 8      | 9      | 10                                                 | 11                                                 | 12                                                 | 13                                                 | 14                                                 | 15                                                 | 16                                                 | 17                                                 | 18                                                 | 19                                                 | 20                                                 | 21                                                 | 22                                                 | 23                                                 | 24    | 25    | 26    | 27    | 28    | 29    | 30    |

### 1. април
- У Београду отпочели дводневни преговори између начелника Генералштаба Британске армије фелдмаршала Џона Дила и председника Министарског савета Краљевине Југославије и начелника Генералштаба Југословенске војске генерала Душана Симовића, ради склапања војног савеза, али нису постигнути никакви резултати.[1]
- У Београду, отправник послова Амбасаде Совјетског Савеза у Југославији Виктор Лебедјев предао председнику Министарског савета Душану Симовићу поруку да се у Совјетски Савез упути делегација ради склапања уговора о узајамној помоћи између Совјетског Савеза и Краљевине Југославије.[1]

### 2. април
- На железничкој станици Кенали, у Краљевини Грчкој, вођени преговори између представника југословенског, грчког и британског генералштаба о садејству у случају напада Сила Осовине. Постигнут је само начелан споразум о предузимању заједничке офанзиве према Албанији.[1]

### 3. април
- У Пећи, у складу са одлукама донетим на Петој земљаској конференцији, формиран Обласни комитет КПЈ за Косово и Метохију. Седници је присуствовао делегат Покрајинског комитета КПЈ за Црну Гору, Боку и Санџак Миладин Поповић, који је изабран за секретера Обласног комитета.[2]

### 5. април
- У Москви потписан Пакт о пријатељству и ненападању између Совјета народних комесара Совјетског Савеза и Министарског савета Краљевине Југославије. Пакт је у име Совјетског Савеза потписао Вјачеслав Молотов, народни комесар за иностране послове, а у име Краљевине Југославије др Милан Гавриловић, југословенски посланик у Москви.[1][3]

### 6. април
- У 5:20 часова са територије Трећег рајха, Мађарске, Румуније и Бугарске отпочео концентрични напад немачких армија на Краљевину Југославију. Немачким јединицама су се у нападу на Југославију, 9. априла придружиле мађарске јединице и италијанске јединице из Албаније, а 11. априла и италијанске јединице из Италије. У нападу су учествовале 52 дивизије — 24 немачке, 23 италијанске и 5 мађарских.[1][4]
- Немачка авијација отпочела ваздушне нападе на Београд, који је још 3. априла проглашен за отворен град. Операција бомбардовања Београда носила је назив „Страшни суд“, а извршила је Четврта ваздушна флота под командом пуковника Александра Лера. Први напад, у три таласа, уз учешће 234 бомбардера и 120 ловаца трајао је од 6:30 до 8:00 часова, а током дана су изведена још три напада. Тучени су објекти — железничка станица, електрична централа, болнице, стамбене четврти и склоништа у парковима. До 8. априла је од бомбардовања погинуло око 2.300 лица. Порушене су 672 зграде, јако је оштећена 1.601 зграда, а делимично је оштећено 6.829 зграда.[1][4]
- Немачка авијација отпочела снажно бомбардовање аеродрома, железничких чворова и других војних и јавних објеката на читавој територији Краљевине Југославије. Током дана Југословенско краљевско ратно ваздухопловство је изгубило 115 авиона — 77 на земљи и 38 у ваздуху, док је немачки Луфтвафе изгубио 21 авион.[1]
- У Љубљани, на иницијативу бана Дравске бановине др Марка Натлачена, окупили се представници словеначких грађанских странака и прогласили се за Народно веће за Словенију (словен. Narodni svet za Slovenijo), које је водило капитулантску политику саботирајући мере које су југословенске војне власти предузимале за одбрану земље. Дана 10. априла прогласили су да они преузимају врховну власт у Словенији, а 11. априла су основали Словеначку легију (словен. Slovenska legija), која је требало да буде помоћна оружана формација Народног већа. После окупације, италијанске власти су Народно веће укинуле 18. априла.[5]

### 7. април
- У Севојну, код Ужица, одржана седница Министарског савета Краљевине Југославије, на којој је, поред осталог, њен потпредседник Влатко Мачек поднео оставку. Он је тада отишао у Загреб, а на своје место у влади је делегирао Јураја Крњевића.[1]
- Немачка Девета оклопна дивизија, подржана авијацијом, успела да разбије Ибарску дивизију и делове Моравске дивизије и продре у Куманово, а затим је заузела Скопље. Сутрадан су јединице ове дивизије заузеле Стари Качаник и Тетово, чиме је дошло до прекида свих веза између југословенских јединица на Косову и оних у Македонији.[5]

### 8. април
- У Загребу одржан заједнички састанак чланова ЦК КП Југославије, који су се налазили у Загребу и чланова ЦК КП Хрватске, коме су присуствовали — Јосип Броз Тито, Раде Кончар, Александар Ранковић, Андрија Хебранг, Јосип Краш, Марко Орешковић, Антун Роб, Јаков Блажевић и Стипе Угарковић. На седници је расправљано о новонасталој ситуацији и оцењено да политичко и војно вођство Југославије није способно да се одупре нападачима. Такође, на седници је одлучено да се у војну команду у Загребу упути делегација која ће захтевати да се у циљу одбране земље оружје подели радницима и антифашистички расположеним грађанима, а да се разоружају петоколонаши. Војна команда је истог дана одбила делегацију КПЈ, који је предводио Јаков Блажевић, а одбијене су и наредне две делегације — 9. априла, коју је предводио др Павле Грегорић и 10. априла, коју предводио Јосип Краш. Истовремено су слате делегације бановинској власти са захтевом да се на слободу пусте сви политички затвореници.[6]
- Отпочео напад немачке Прве оклопне групе, са територије Краљевине Бугарске ка Пироту и Нишу. После борби немачке снаге су заузеле Пирот и утврђене граничне положаје источно и североисточно од Пирота, окружујући знатне делове Топличке дивизије.[5]
- У околини Бјеловара, проусташки елементи изазвали побуну у 108. пуку Славонске дивизије, који је заједно са 40. допунским пуком напустио положаје и на тај начин омогућио продор немачких јединица у Вировитицу. Побуна се потом пренела и на један пук Савске дивизије, што је био почетак расула јединица Четврте армије, којом је командовао генерал Петар Недељковић.[5]

### 9. април
- Немачка Једанаеста оклопна дивизија, после краћих борби, заузела Ниш, Алексинац, Ражањ и Прокупље.[1]
- У Загребу се генерални секретар КПЈ Јосип Броз Тито састао са Едвардом Кардељом, чланом ЦК КПЈ који се вратио из Београда и пренео му информације о ситуацији у Београду, разарању града и жртвама. Он је почетком априла отишао у Београд, да тамо помогне Покрајинском комитету КПЈ за Србију у припреми терена за прелазак ЦК КПЈ у Београд, али га је тамо затекао почетка рата и бомбардовање.[6]

### 10. април
- Делови немачке Четрнаесте оклопне дивизије, из правца Крижеваца ушли у Загреб, где су биле тријумфално дочекане од стране усташких и других профашистичких и сецесионистичких елемената.[7]
- У Загребу, после уласка немачких јединица, Славко Кватерник објавио стварање квинслишке Независне Државе Хрватске (НДХ), у којој су власт добиле усташе на челу са својим „поглавником“ Антом Павелићем. Истог дана, вођа Хрватске сељачке странке (ХСС) Влатко Мачек позвао је народ да се новој власти покори, а чланове странке посаветовао да „искрено сарађују са новом влашћу“.[7][8]
- У Будимпешти Влада Краљевине Мађарске одобрила заповест регента Мађарске адмирала Миклоша Хортија о ратним операцијама у Југославији. Влада је ову одлуке донела сматрајући „да Југославија више не постоји као интегрална целина“ и да тиме престаје важност југословенско-мађарског уговора из 1940. године.[9]

- У Загребу одржан заједнички састанак чланова ЦК КП Југославије, који су се налазили у Загребу, чланова ЦК КП Хрватске и чланова Месног комитета КПХ за Загреб, коме су присуствовали — Јосип Броз Тито, Едвард Кардељ, Александар Ранковић, Раде Кончар, Павле Пап, Јосип Краш, Марко Орешковић, др Владимир Бакарић, Владо Јанић, Лео Матес, Карло Мразовић, Антун Роб, Драгутин Саили и Стипе Угарковић. На састанку је разматрана ратна ситуација и закључено да „КПЈ мора да ангажује све своје снаге како би се фашистичким агресорима пружио отпор и да, у случају слома војске који се назирао, све њене организације приступе припремама за оружану борбу против окупатора”. На састанку је одлучено да се формира Војни комитет који ће руководити припремом КПЈ и народа за борбу против окупатора.[7][10][8]

### 11. април
- Јединице италијанске Друге армије без јачег отпора заузеле Љубљану, Врхнику, Јесенице, Сушак, Бакар и Делнице.[7]
- Делови немачке Једанаесте оклопне дивизије заузели Крагујевац.[11]
- Код Требња у Долењској одржана седница Централног комитета КП Словеније на којој је одлучено да се сви чланови Партије ангажују на сакупљању оружја и опреме, која је остала од Југословенске војске, која се налазила у расулу.[2][9]

### 12. април
- У Београд, из правца Панчева ушло извиђачко одељење немачког 41. моторизованог корпуса. Током ноћи и јутра у град ушли делови Осме тенковске дивизије, из правца Земуна и Једанаесте оклопне дивизије, из правца Тополе.[11]
- Мађарске снаге ушле у Нови Сад, где су до 15. априла убиле око 720 грађана, већином Срба.[11]
- Усташе отпочеле масован терор у Славонској Пожеги, током којег је у наредих неколико дана похапшено преко 300 људи, чланова и симпатизера КПЈ и СКОЈ-а, антифашиста и др, углавном српске националности.[11][12]

### 13. април
- У току ноћи 13/14. април, на Палама, код Сарајева одржана седница Министарског савета Краљевине Југославије на којој је донета одлука о напуштању земље. Истовремено је за начелника Штаба Врховне команде постављен генерал Данило Калафатовић, коме је председник Министарског савета генерал Душан Симовић дао пуномоћ да може затражити примирје од непријатеља. То је и учињено сутрадан, али су Немци одбили примирје захтевајући безусловну капитулацију.[11]

### 15. април
- Од ујутру до касног поподнева немачка Осма тенковска дивизија водила у Ужицу тешке борбе против делова Југословенске војске и наоружаних грађана.[13]
- Јединице италијске Друге армије заузеле Дрниш, Сињ, Сплит и Шибеник.[13]
- Из Никшића краљ Петар II Карађорђевић и чланови Министарског савета Краљевине Југославије, авионом напустили земљу и отишли у Грчку. После краћег задржавања у Грчкој, отишли су у Каиро, а одатле су у јуну прешли у Лондон.[11]
- У Загреб, из Италије дошао Анте Павелић, вођа Усташког покрета и поглавник НДХ. Заједно са њим стигао је и већи број функционера Усташког покрета, који су се до тада налазили у емиграцији. Идућег дана, проглашена је прва Влада НДХ на чијем се челу налазио Анте Павелић, а потпредседник је био Осман Куленовић.
- У Загребу, у илегалној партијској штампарији умножен летак са Прогласом ЦК КПЈ, у ком су се налазили закључци са седнице од 10. априла. У прогласу је осуђено стварање НДХ, као и распиривање национализма и братоубилачког рата; дата је подршка припадницима Југословенске војске који пружају отпор нападачу и указано на могућност борбе у новој ситуацији. Летак са Прогласом ЦК КПЈ је током месеца растурен по територији читаве Југославије.[10][14]

### 17. април
- У Београду, у Штабу немачке Друге армије (данас зграда амбасаде Чешке) потписана безусловна капитулација Југословенске војске. У име Министарског савета Краљевине Југославије акт су потписали — Александар Цинцар-Марковић, министар иностраних послова и генерал Радивоје Јанковић, а у име Сила Осовина — представник немачке војске армијски генерал Максимилијан фон Вајкс и италијански краљевски изасланик у Београду пуковник Бонофати. Потписивањем капитулације, уследило је одвођење војника и официра Југословенске војске у заробљеништво. Њихово прикупљање је трајало до средине маја и укупно је заробљено око 270.000 војника и официра, а одлуком окупатора један део заробљеника био је ослобођен заробљеништва, сем оних који су били Срби и Словенци. Крај рата у немачким логорима дочекало је око 138.000 војника и официра ЈВ.[13][14][15]
- У Бококоторском заливу, на вест о капитулацији, посада разарач „Загреб“ напустила брод, а поручници бојног брода Милан Спасић (1909—1941) и Сергеј Машера (1912—1941), жртвујући своје животе потопили разарач, да не би пао у руке непријатељу. За овај подвиг они су 1973. проглашени народним херојима.[13][14]
- Делови италијанске Девете армије заузели Никшић, Цетиње, Котор, Билећу, Требиње и Дубровник и спојили се са јединицама италијанске Друге армије.[13]

### 18. април
- Председник владе Краљевине Италије Бенито Мусолини за цивилног комесара Љубљанске покрајине, која је обухватала територију Долењске и Нотрањске под италијанском окупацијом, именовао Емилија Грациолија, познатог тршћанског фашистичког функционера. Он је истог дана преузео власт од Народног већа.[15]
- У Марибору боравио шеф немачке полиције и државни комесар за учвршћивање немачке нације Хајнрих Химлер, где је потписао смернице за исељавање Словенаца из Штајерске. Нешто касније он је потписао и смернице за исељавање Словенаца из Горењске и Межишке долине. На основу ових смерница до октобра 1941. из делова Словеније, који су били под немачком окупацијом исељено је скоро 260.000 људи (једна трећина свих Словенаца на овом подручју).[15]

### 21. април
- У Бечу отпочео одржан дводневни састанак министара иностраних послова Немачке и Италије — Јоахима фон Рибентропа и Галеаца Ћана, на коме су, на основу Хитлерових директива, дефинитивно утврдили распарчавање Југославије, коју су поделили демаркационом линијом на два основна дела — немачко и италијанско интересно подручје, с тим што су извесне територије препустили својим савезницима Мађарској и Бугарској. Демаркациона линија се, углавном, после мањих измена, протезала линијом: Врх-Лучне-Јежица-Литија-Церкље-Самобор-Петриња-Глина-Босански Нови-Сански Мост-Мркоњић Град-Доњи Вакуф-Сарајево-Устипрача-Прибој-Нови Пазар-Орлова чука-Шарпланина-Тетово-Охридско језеро. Северно, односно источно од те линије било је немачко, а јужно, односно западно италијанско интересно подручје.[13]

### 22. април
- После дводневних напада на италијанске положаје северно од Скадра, десна колона Косовске дивизије, сазнавши за капитулацију, обуставила борбе.[16]
- У Београду немачке окупационе снаге, на територији Србије (без Војводине и делова Косова, Метохије и јужне Србије) формирале Војно-управну власт, која се састојала из четири војно управне команде у Београду (FK-559), Смедереву (FK-610), Ужицу (FK-816) и Нишу (FK-809). За Војно управног команданта Србије постављен је ваздухопловни генерал Хелмут Ферстер.[17][15]

### 24. април
- У Вељем Брду, код Подгорице одржан проширени састанак Покрајинског комитета КПЈ за Црну Гору, Боку и Санџак, на коме је на основу директиве ЦК КПЈ, донета одлука да се врше припреме за оружану борбу против окупатора и да се формира Комисија за прикупљање оружја која ће преко Месних комитета организовати и руководити прикупљањем оружја и муниције. За чланове Комисије, именовани су — Блажо Јовановић, Бајо Секулић, Јово Капичић и Бошко Ђуричић. На седници је такође одлучено да се развије најшири политички рад и грађанима објасне узроци капитулације Краљевине Југославије и њене војске и да се народу укаже на потребу да оружје не предаје окупационим властима.[16][15]

### 25. април
- У Љубљани одржан састанак између поглавника НДХ Анте Павелића и министра иностраних послова Крајевине Италије Галеаца Ћана, на коме су поново размотрене обавезе НДХ према Италији.[16]
- У Сплиту, под руководством Вицка Крстуловића, одржано саветовање Покрајинског комитета КПЈ за Далмацију, којем је присуствовало 15 делегата, међу којима и Марко Орешковић, члан ЦК КП Хрватске. На седници су делегати упознати са одлукама ЦК КПЈ од 10. априла и формирана је Војна комисија, која је имала задатак да ради на сакупљању оружја.[18][15]

### 26. април
- Вођа Трећег рајха Адолф Хитлер, на путу из Бечког Новог Места за Немачку, посетио Марибор. Током посете сусрео се са локалним фолксдојчерима и захвалио им на „обављеним задацима за ослобођење Доње Штајерске“. Такође, током посете је напоменуо да овај крај треба германизовати, а Словенце раселити.[16][19]
- У Љубљани, у кући Јосипа Видмара одржан састанак представника КП Словеније (Борис Кидрич и Борис Зихерл), хришћанских социјалиста (Тоне Фајфар и Едвард Коцбек), сокола (Јоже Рус) и словеначких културних радника (Јосип Видмар, Фран Штурм и Фердо Козак) на ком је основан Антиимперијалистички фронт словеначког народа (словен. Protiimperialistična fronta slovenskega naroda). Њему је касније приступило још 15 организација и групација, а крајем јуна му је промењен назив у Ослободилачки фронт словеначког народа (словен. Osvobodilna fronta slovenskega naroda), који је током рата постао масовна политичка организација словеначког народа.[2][20]

### 28. април
- У Цетињу, наредбом команданта италијанских оружаних снага у Албанији Уга Кавалера формиран је Цивилни комесеријат, који је имао задатак да успостави окупаторску грађанску власт на територији Црне Горе. За цивилног комесара постављен је Серафино Мацолини.[19]
- У близини Копривнице, у просторијама фабрике хемијских производа „Даница“ формиран усташки логор. Прва група од 500 затвореника доведена је истог дана из Грубишног Поља. Средином јула број логораша попео се на око 4.000 и тада је почело њихово транспортовање у друге логоре — Госпић и Јасеновац. Логор је затворен фебруара 1942. године.[19]
- У Загребу надбискуп Католичке цркве Алојзије Степинац упутио окружницу католичком свештенству позивајући га да свим својим снагама подржи Независну Државу Хрватску и усташку власт. Свештенство је касније ову окружницу пренело становништву католичке вере и позвало га на подршку НДХ.[16]